# Spiraea vanhouttei
Spiraea vanhouttei är en rosväxtart som först beskrevs av Pierre Louis Briot, och fick sitt nu gällande namn av Hermann Zabel. Spiraea vanhouttei ingår i släktet spireor, och familjen rosväxter. Inga underarter finns listade i Catalogue of Life.

## Bildgalleri

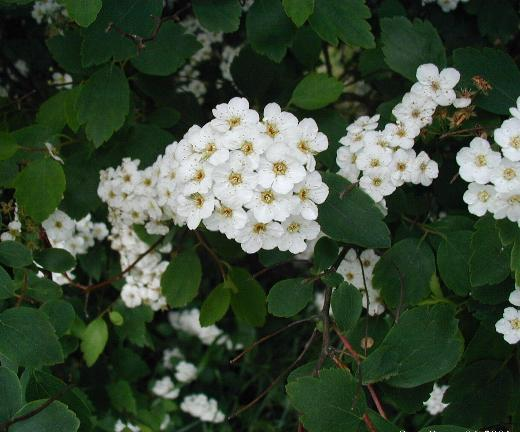
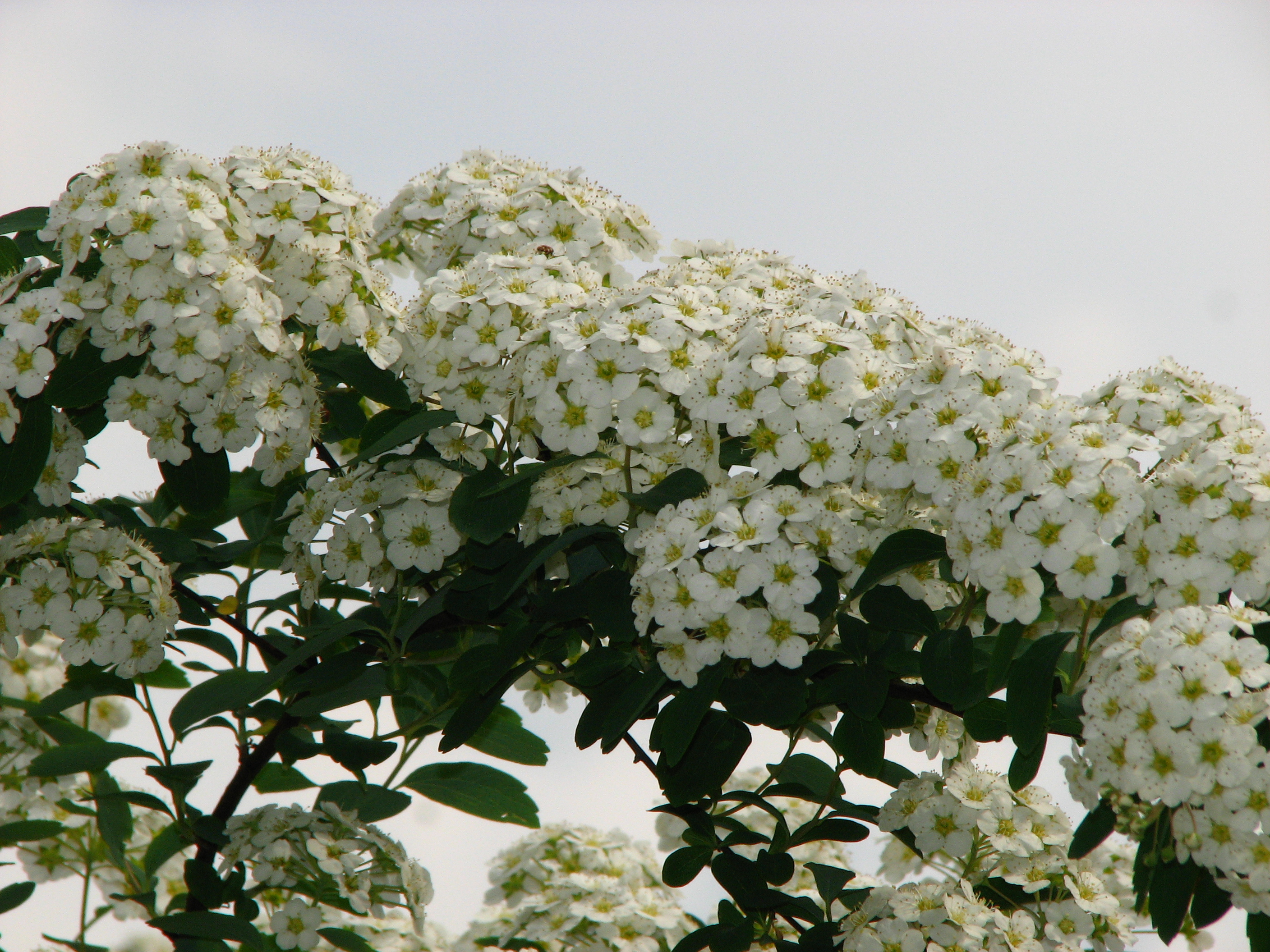
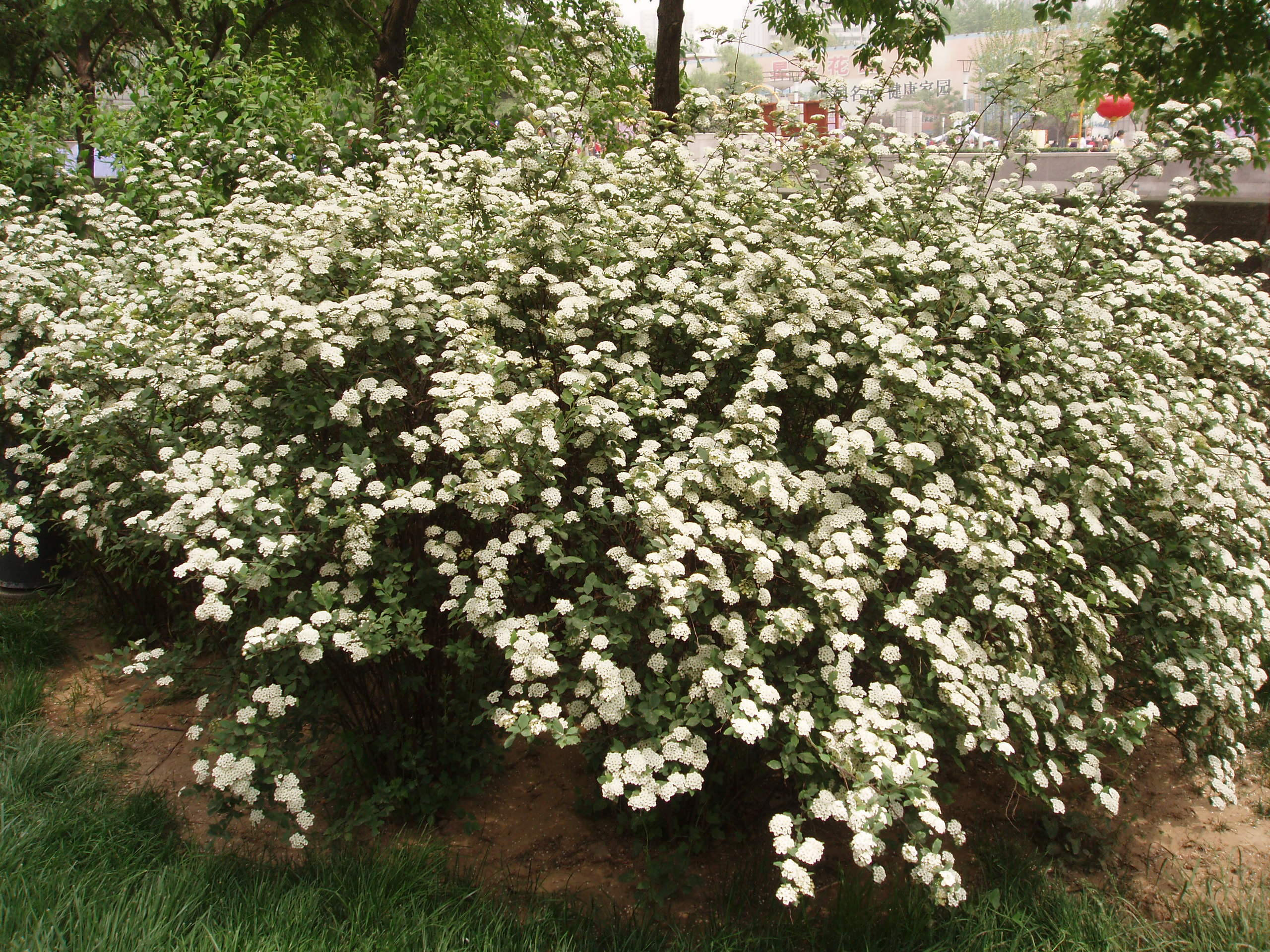